# 2011年名古屋市長選挙
2011年名古屋市長選挙は、日本の地方自治体である名古屋市の執行機関である名古屋市長を選出するために行われた選挙で、2011年1月23日に告示され、2月6日に投開票が行われた。

## 概要
県都・名古屋市では、市長を務めていた河村たかしが、公約に掲げていた「市民税の恒久減税」を議会に阻まれたとして議会解散のリコール運動に出た一方で、自らも市民の信を問うとして職を辞したことに伴う選挙で、第17回統一地方選挙の前哨戦としても注目を集めた。前職1人と新人3人が挑む構図となった。

### 名古屋トリプル選挙
結果的に愛知県知事選挙と市会解散の是非を問う住民投票が、この選挙と併せて行われることとなった。

## 立候補者
下表の通り、4名が立候補した。立候補届出順。
| 候補者名   | 生年月日       | 年齢 | 性別 | 所属党派   | 推薦・支持                                | 新現元別 | 備考                                                                                             |
| ---------- | -------------- | ---- | ---- | ---------- | ----------------------------------------- | -------- | ------------------------------------------------------------------------------------------------ |
| 石田芳弘   | 1945年10月13日 | 65   | 男   | 無所属     | 民主党 社民党 国民新党 自由民主党愛知県連 | 新       | 元民主党衆議院議員（1期）。学校法人神野学園理事長。 元犬山市長（3期）。元愛知県議会議員（3期）。 |
| 八田ひろ子 | 1946年4月9日   | 64   | 女   | 無所属     | 日本共産党                                | 新       | 元日本共産党参議院議員（1期）。元愛知県議会議員（1期）。元岡崎市議会議員（3期）                  |
| 杉山均     | 1956年9月3日   | 54   | 男   | 新党なごや |                                           | 新       | 元名古屋市議会議員（2期）。                                                                      |
| 河村たかし | 1948年11月3日  | 62   | 男   | 減税日本   |                                           | 前       | 前名古屋市長（1期）。減税日本代表。元民主党衆議院議員（5期）。                                   |

### 立候補が取り沙汰された人物
- 吉田統彦 - 民主党衆議院議員。2010年9月、河村たかしが進めるリコールに反発する市議会最大会派・民主党市議団が擁立を模索するも、「今後も国政の場で全身全霊をもって務める所存」との談話を発表している[2]。

## 結果
開票結果は下記の通り。
※当日有権者数：875,005人 最終投票率：54.14%（前回比：+3.60pts）
| 候補者名   | 年齢 | 所属党派   | 新旧別 | 得票数    | 得票率 | 推薦・支持 |
| ---------- | ---- | ---------- | ------ | --------- | ------ | ---------- |
| 河村たかし | 62   | 減税日本   | 前     | 662,251票 | 69.8%  | -          |
| 石田芳弘   | 65   | 無所属     | 新     | 216,764票 | 22.8%  | 民自社国   |
| 八田ひろ子 | 64   | 無所属     | 新     | 46,405票  | 4.8%   | 共         |
| 杉山均     | 54   | 新党なごや | 新     | 23,185票  | 2.4%   | -          |

## その他
投票率を上げるため、名古屋市選挙管理委員会は俳優の倉科カナと柔道家の吉田秀彦を投票啓発ポスターのモデルに起用した。倉科が筆を持つ構図で、ポスター上部に毛筆のタッチで投票日を書いて目立たせている。